# Hrybenynka
Hrybenynka (ukr. Грибенинка) – wieś na Ukrainie, w obwodzie chmielnickim, w rejonie chmielnickim, w hromadzie Starokonstantynów. W 2001 liczyła 338 mieszkańców, wśród których 329 wskazało jako ojczysty język ukraiński, 8 rosyjski, a 1 inny.